# Aianteia
Die Aianteia (altgr. Αἰάντεια) waren ein antikes Fest, das in Athen und Salamis zu Ehren des homerischen Helden Aias Telamonios gefeiert wurde. Es beinhaltete Opfer, Festzug und Wettspiele, darunter einen Fackellauf und eine Ruderregatta. Auch wurde eine Liege hergerichtet, auf die man ein Abbild des Heros platzierte. Die nach Aias benannte attische Phyle Aiantis übernahm in dem Fest eine besondere Rolle.